# Osama Al Hamady
Osama Al Hamady (Ṭarābulus, 7 de junho de 1975) é um ex-futebolista profissional líbio que atuava como defensor.

## Carreira
Osama Al Hamady representou o elenco da Seleção Líbia de Futebol no Campeonato Africano das Nações de 2006.